# 鉄拐山
鉄拐山（てっかいさん）は神戸市須磨区と垂水区の境界にある標高237mの山。

## 概要
六甲山系の西端付近に位置し、南は大阪湾（明石海峡）、北は播磨平野に続く丘陵地となっている。六甲山の主稜線上に位置し、西に旗振山、東に旧高倉山（おらが山）がある。山頂付近の地質は風化が進んだ花崗岩、植生はコナラ等の二次林である。山頂付近には、1級復興基準点が設置されている。
標高は資料により237mとするもの、234mとするものがある。

## 歴史
平安時代末期の治承・寿永の乱（源平合戦）における戦いの一つである一ノ谷の戦いにおいて、源義経が奇襲攻撃「逆落とし」で駆け下った断崖絶壁の坂は、鉄拐山の東南斜面であるとされている。

## 登山道
鉄拐山は須磨浦公園から宝塚に至る六甲全山縦走路の西端付近に位置し、主な登山道は、須磨浦公園駅前から旗振山を通り鉄拐山に至る道、高倉台団地からおらが山（高倉山）を通り鉄拐山に至る道などがある。
また、須磨駅から潮見台町付近の登山口を経由し妙見堂跡を経て鉄拐山に至る道や、須磨浦公園東端（戦の濱碑付近）から一の谷町（安徳宮付近）の登山口を経由し縦走路に出て鉄拐山に至る道がある。

## 交通機関
- 山陽電鉄 須磨浦公園駅前から旗振山を経由し徒歩約1.7km[6]
- JR 須磨駅から一の谷町の安徳宮付近を経由し徒歩約2.4km[6]
- JR 須磨駅から潮見台町、妙見堂跡を経由し徒歩約1.8km[6]